# Chamagne
Chamagne ist eine französische Gemeinde mit 442 Einwohnern (1. Januar 2022) im Département Vosges der Region Grand Est (bis 2015 Lothringen). Sie gehört zum Arrondissement Épinal und zum Gemeindeverband Épinal.

## Geografie
Die Gemeinde Chamagne liegt an der Mosel, 30 Kilometer nordwestlich von Épinal und 30 Kilometer südwestlich von Lunéville, an der Grenze zum Département Meurthe-et-Moselle. Die Mosel bildet größtenteils die Westgrenze der Gemeinde. Östlich von Chamagne steigt das waldreiche Gelände allmählich bis auf 342 m ü. M. an. An den hier liegenden Forstgebieten Bois de Villacourt und Forêt de Charmes hat die Gemeinde einen Anteil von etwa 400 Hektar. Mehrere kleine Flussläufe durchziehen die Wälder, die alle in Richtung Mosel entwässern.

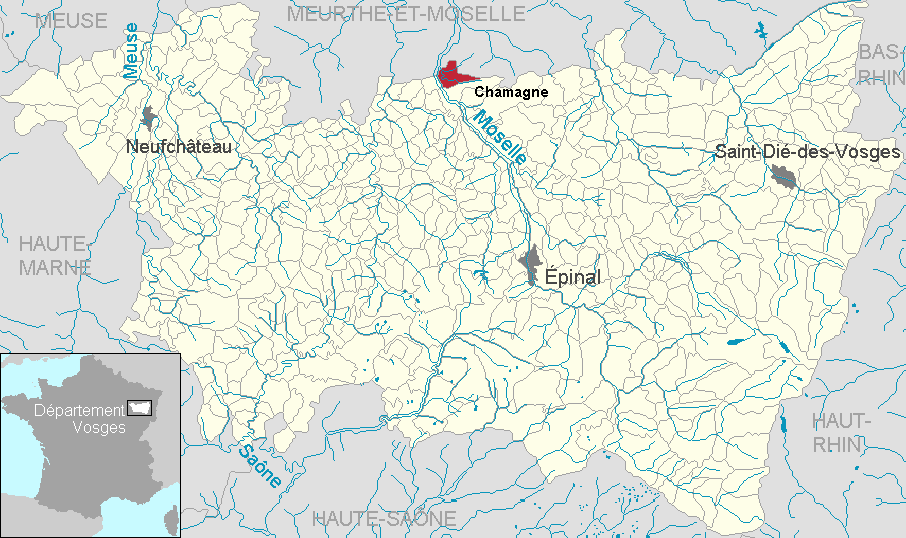
Lage der Gemeinde Chamagne im Département Vosges

Nachbargemeinden von Chamagne sind Bainville-aux-Miroirs im Norden, Villacourt und Saint-Germain im Nordosten, Charmes im Südosten und Süden, Socourt im Südwesten sowie Gripport im Westen.

## Geschichte
Das Dorf tauchte erstmals 1164 in einer Urkunde als Chemaines auf. Ab 1751 gehörte Chamagne zur Vogtei Charmes, kirchlich zum Dekanat Épinal.
Im 19. Jahrhundert waren viele Bewohner von Chamagne Hausierer, die Bücher und Bilderbögen verkauften. Daran erinnern noch Buch und Pilgerstab im Wappen.

### Bevölkerungsentwicklung
| Jahr      | 1962 | 1968 | 1975 | 1982 | 1990 | 1999 | 2011 | 2021 |
| Einwohner | 327  | 340  | 323  | 358  | 441  | 416  | 457  | 450  |

Im Jahr 1811 wurde mit 654 Bewohnern die bisher höchste Einwohnerzahl ermittelt. Die Zahlen basieren auf den Daten von cassini.ehess und INSEE.

## Sehenswürdigkeiten
- Kirche Saint-Denis aus dem Jahr 1731
- Geburtshaus von Claude Lorrain (Monument historique)[5]

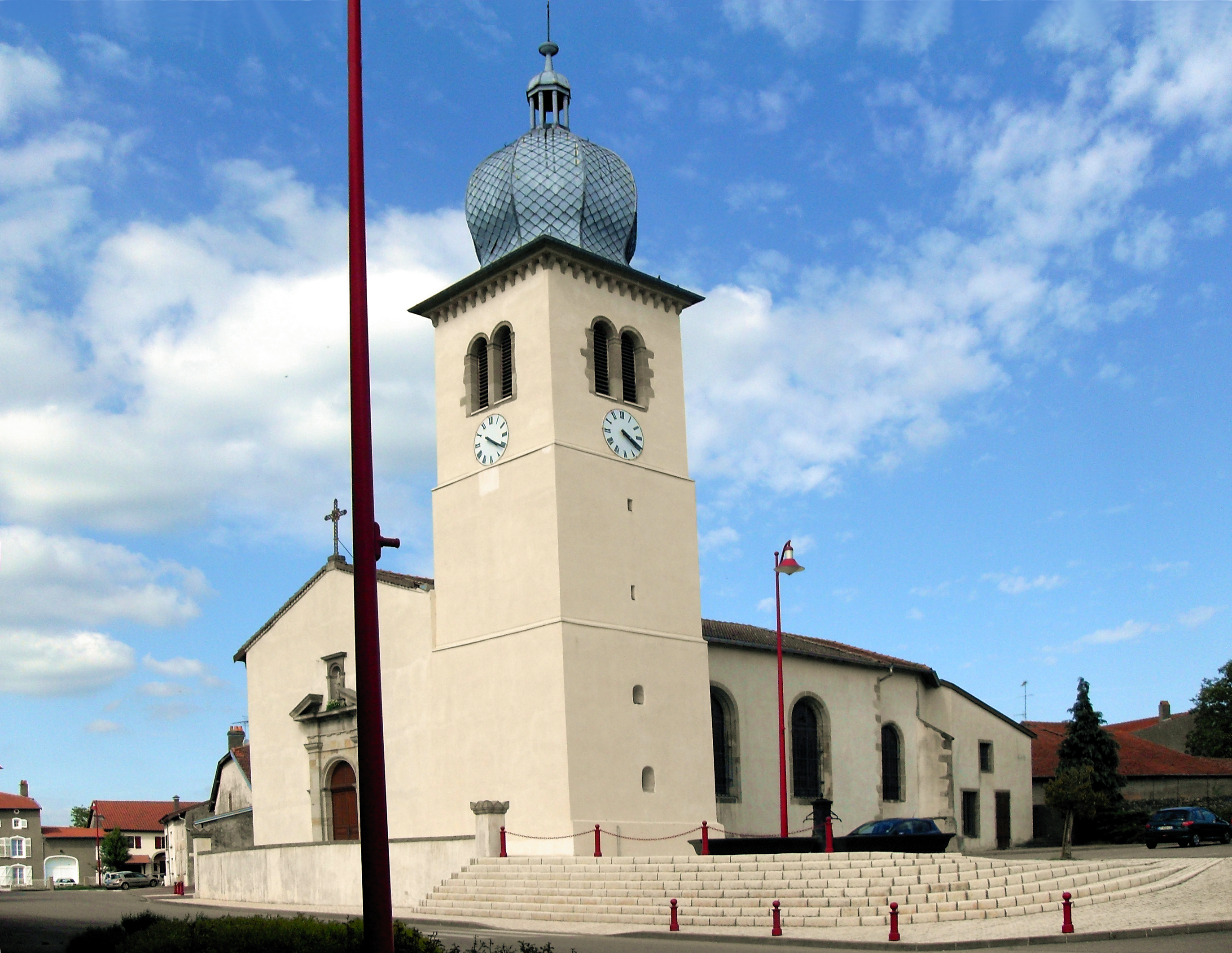
Kirche Saint-Denis
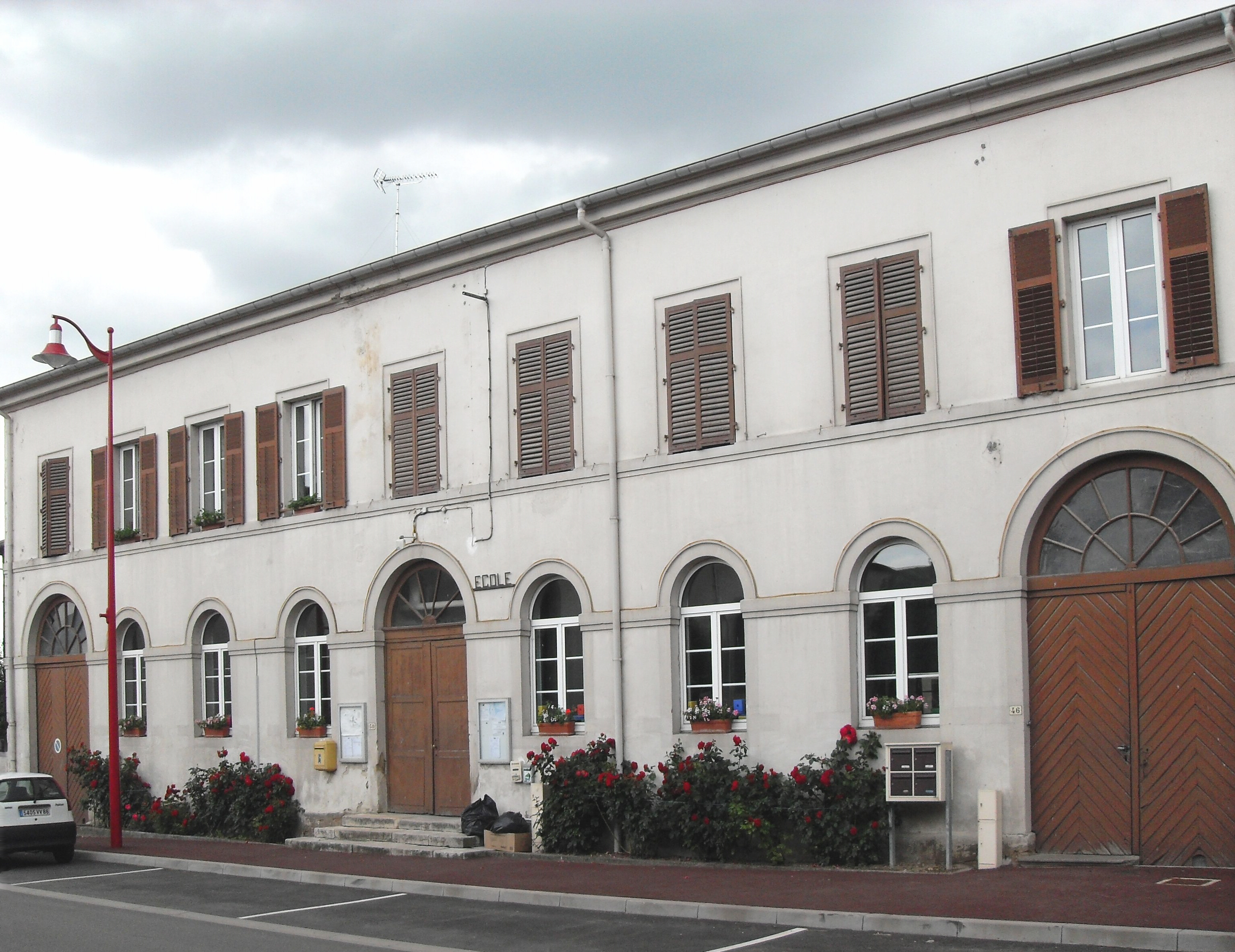
Grundschule
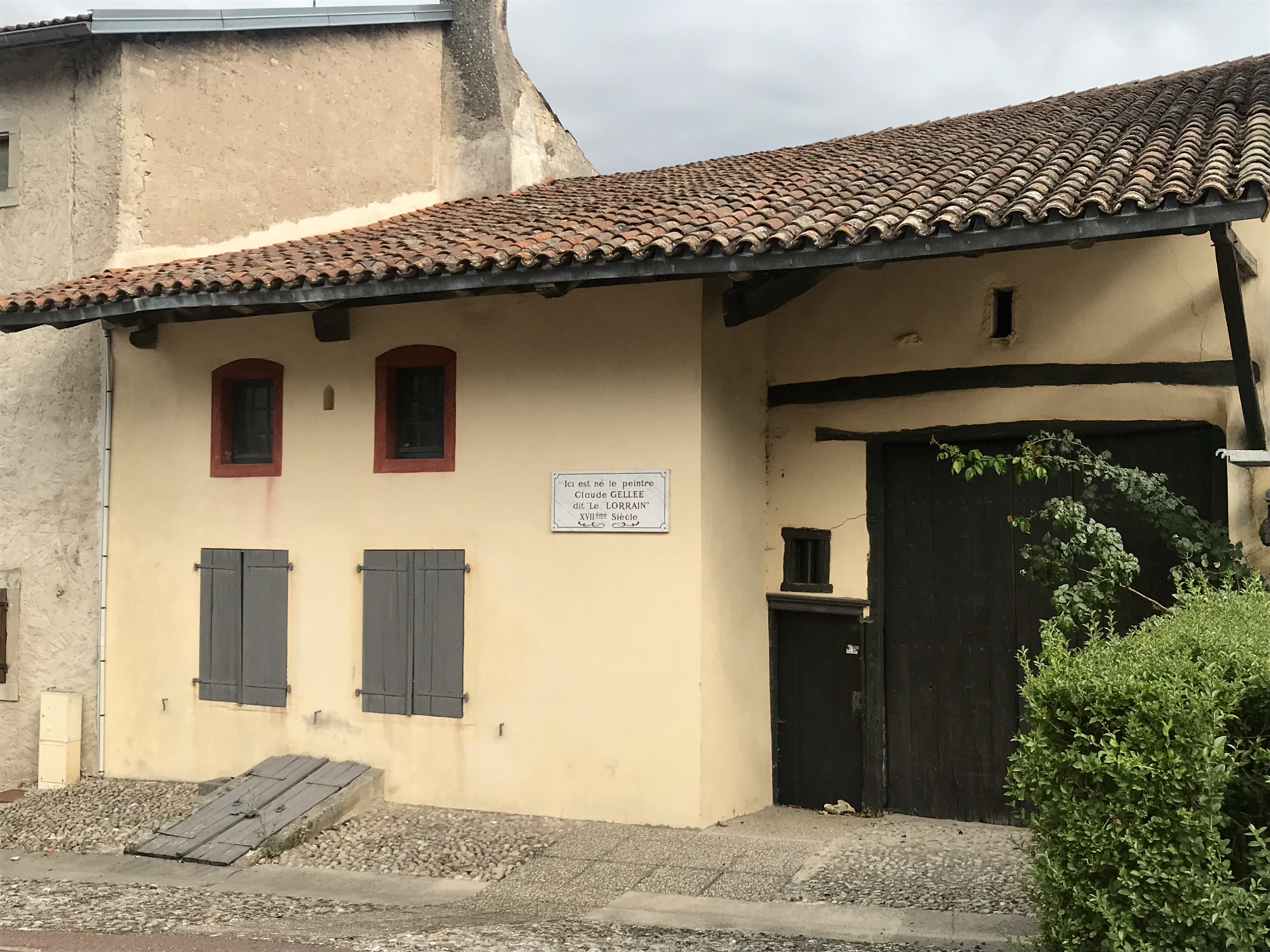
Geburtshaus von Claude Lorrain
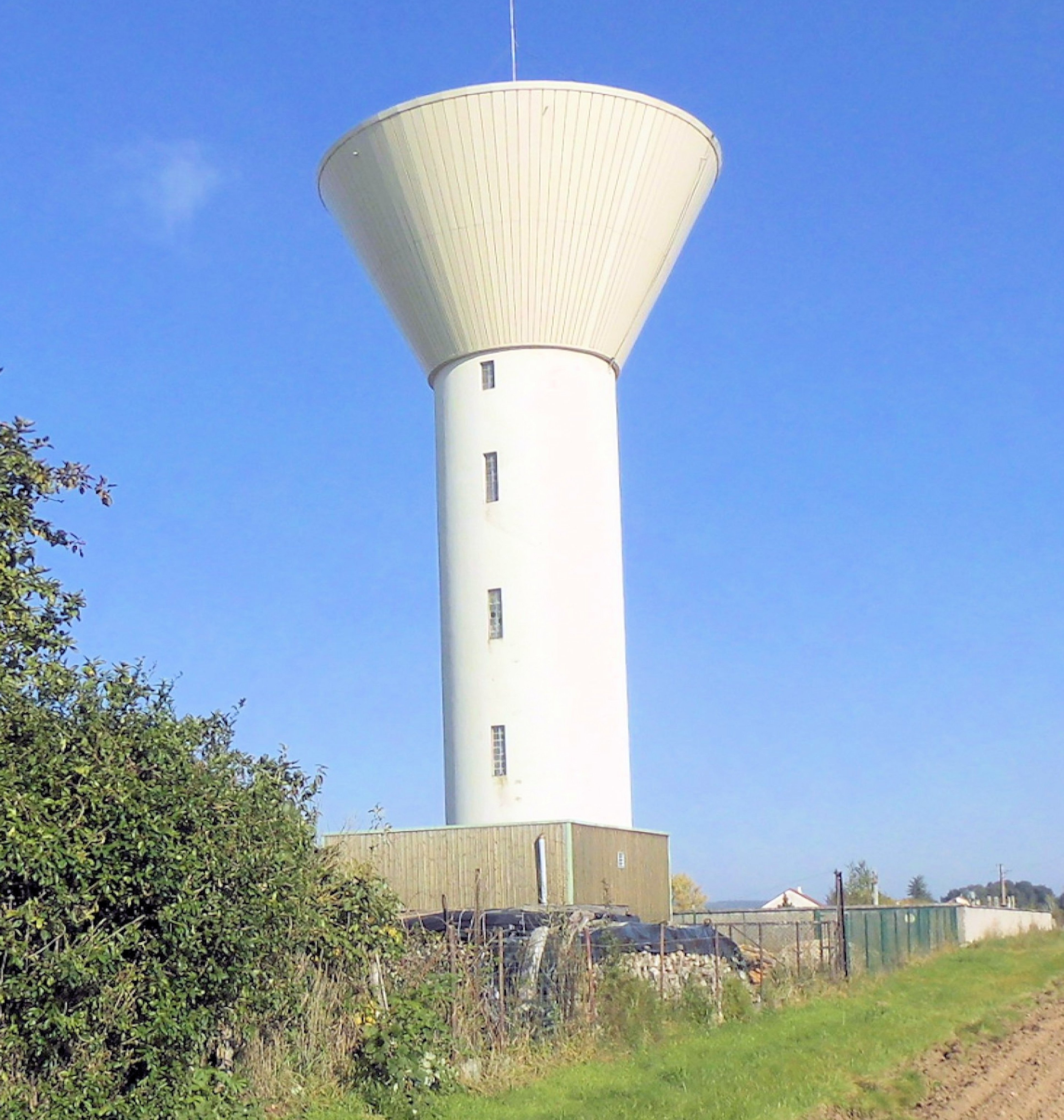
Wasserturm

## Wirtschaft und Infrastruktur
In der Gemeinde sind fünf Landwirtschaftsbetriebe ansässig (Milchwirtschaft).
Durch Chamagne führt die Fernstraße D D9 von Charmes nach Bayon. Die Bahnlinie Nancy-Épinal-Remiremont, die vom Unternehmen TER Lorraine betrieben wird, verläuft östlich des Dorfes, die nächsten Bahnhöfe befinden sich in Charmes und Bayon.

## Persönlichkeiten
- Claude Lorrain oder Claude Le Lorrain, eigentlich Claude Gellée (1600–1682), französischer Maler des Barock
- Alice Jouenne (1873–1954), Sozialistin und Lehrerin